# Форест Гандър
Форест Гандър (на английски: Forrest Gander) е американски поет, преводач и писател на произведения в жанра драма и документалистика.

## Биография и творчество
Форест Гандър е роден на 21 януари 1956 г. в пустинята Мохаве в Барстоу, щата Калифорния, САЩ. Израства с майка си, която е учителка, и с двете си сестри във Вирджиния. Осиновен е от втория си баща Уолтър Гандър. Завършва геология в колежа „Уилям и Мери“. Получава магистърска степен по филология от държавния университет в Сан Франциско. Интересът му към геологията насочва творчеството му към екологичните теми. Различни периоди от време живее в Долорес Идалго (Мексико) и Еврика Спрингс, Арканзас.
През 1983 г. се жени за поетесата Каролин Райт. Живеят в Провидънс, Роуд Айлънд. Имат син – Брехт Райт Гандър. Каролин Райт умира от инсулт през 2016 г.
Заедно с Каролин Райт в продължение на 20 години е редактор на издателство Lost Roads. Преподава литературно изкуство и сравнителна литература в Харвардския университет и след това преподава курсове по поезия и етика, екопоетика, теория и практика на превода. Прави преводи на латиноамерикански автори и редактира антологии с поезия.
Първата му стихосбирка Rush to the Lake е издадена през 1988 г. Първият му роман „Като приятел“ е издаден през 2008 г.
За творчеството си печели наградата на писателите „Уайтър“, наградата на фондация „Хауърд“, мемориалната награда „Джесика Нобел Максуел“, две награди „Гертруд Стайн“ за иновативно писане в Северна Америка и стипендии от Националната фондация за изкуства, Фондация „Гугенхайм“ и от Асоциацията на художниците от САЩ. През 2019 г. получава наградата „Пулицър“ за поезия за сборника си „Be With“.
Форест Гандър живее с Ашвини Бхат, керамична скулпторка, в Петалума, Калифорния.

## Произведения

### Самостоятелни романи
- As a Friend (2008)
Като приятел, изд. „Алтера“ (2010), прев. Галина Величкова
- The Trace (2014)

### Поезия
- Rush to the Lake (1988)
- Lynchburg (1993)
- Deeds of Utmost Kindness (1994)
- Science & Steepleflower (1998)
- Torn Awake (2001)
- The Blue Rock Collection (2004)
- Eye Against Eye (2005)
- Core Samples from the World (2011)
- Eiko and Koma (2013)
- Be With (2018) – награда „Пулицър“

### Документалистика
- A Faithful Existence: Reading, Memory and Transcendence (2005)